# Gouden dollar ter herdenking van de Lewis and Clark Exposition

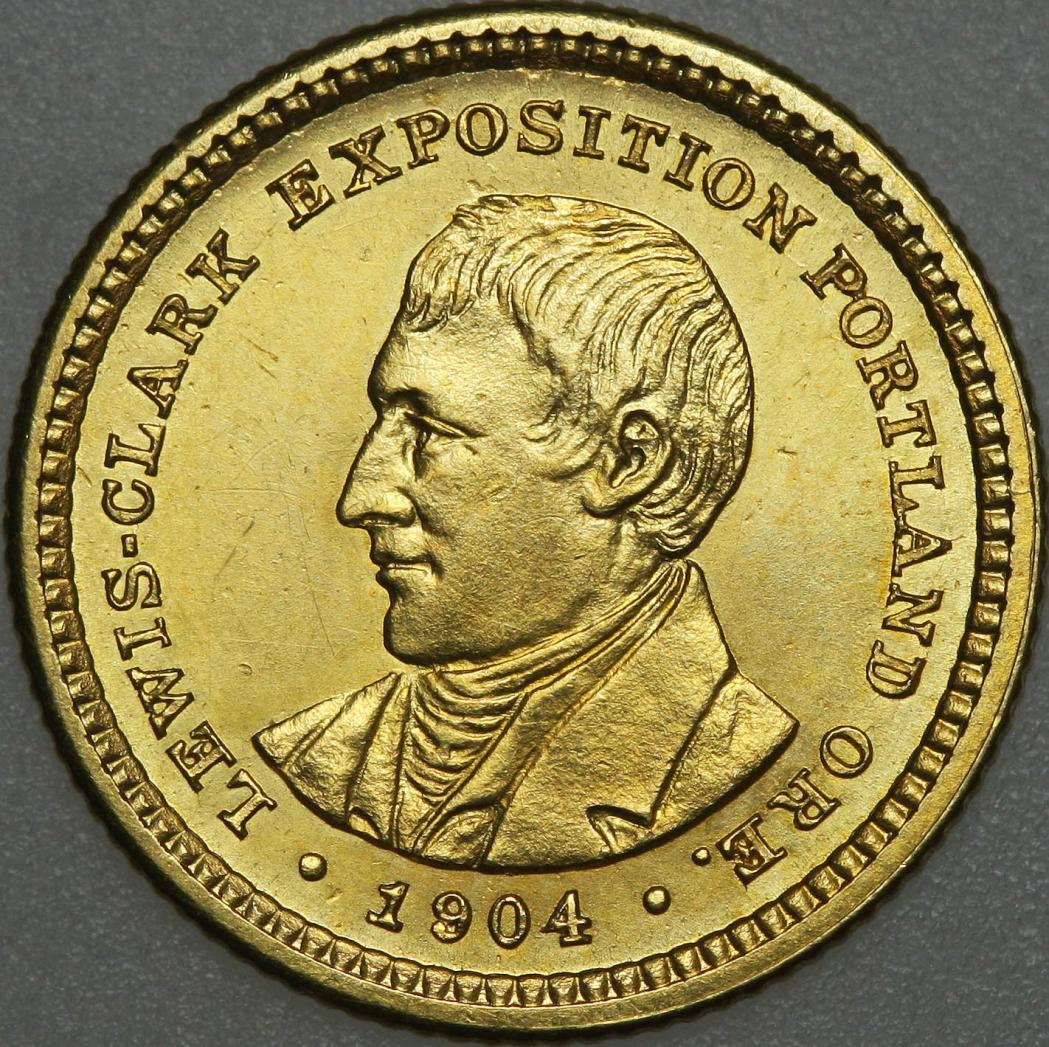
Voorkant

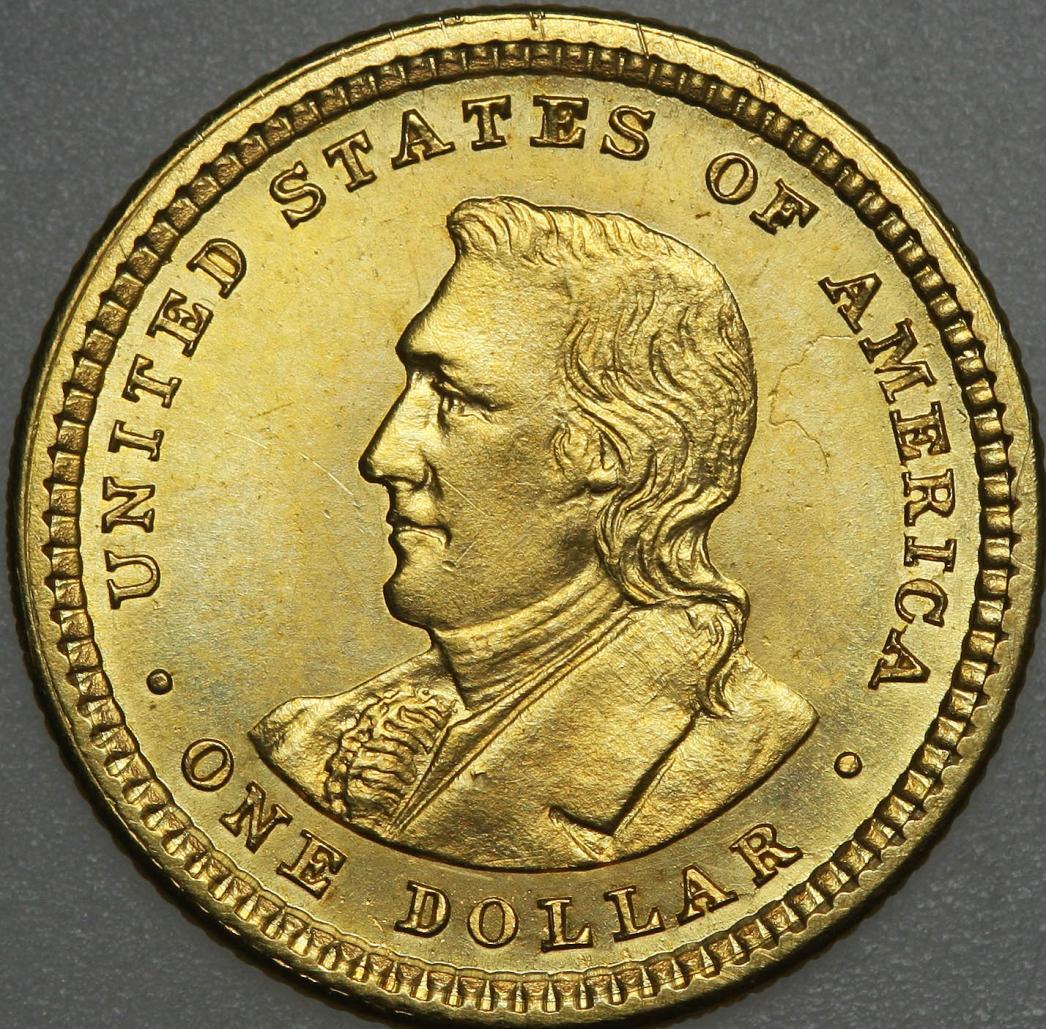
Achterkant

De gouden dollar ter herdenking van de Lewis and Clark Exposition (Engels: Lewis and Clark Exposition Gold dollar of Lewis and Clark Exposition dollar) is een herdenkingsmunt die in 1904 en 1905 werd geslagen als onderdeel van de deelname van de Amerikaanse regering aan de Lewis and Clark Centennial Exposition, een tentoonstelling over de expeditie van Lewis en Clark die in 1905 in Portland (Oregon) werd gehouden. De munt werd ontworpen door het United States Bureau of the Mint en de bedenker van de munt was Chief Engraver Charles E. Barber. De munt was niet erg gewild. Daarom werd er minder dan een tiende van de toegestane oplage van 250.000 verkocht.
De munten werden voor het grootste deel aan het publiek verkocht door numismatische promotor Farran Zerbe, die ook de Louisiana Purchase Exposition-dollar had verkocht. Omdat hij een groot deel van de uitgifte niet kon verkopen, werden overtollige munten door The Mint gesmolten. De munten zijn in waarde blijven stijgen en zijn tegenwoordig tussen de honderden en duizenden dollars waard, afhankelijk van de staat.
De Lewis en Clark Exposition-dollar is de enige Amerikaanse munt die "tweekoppig" is, met aan elke kant een portret van een van de expeditieleiders.

## Achtergrond

### Expeditie van Lewis en Clark
De Lewis en Clark-expeditie was de eerste Europees-Amerikaanse verkenningspartij over land die de kust van de Stille Oceaan bereikte. De expeditie werd geleid door Meriwether Lewis en William Clark, na de aankoop van Louisiana in 1803. Tussen 1804 en 1806 reisden de leden van St. Louis naar de kust van Oregon en terug, om informatie te verstrekken en mythes te verdrijven over het grote gebied dat de Verenigde Staten bij de aankoop hadden verworven. De kermis in Portland herdacht de honderdste verjaardag van die reis.
De Louisiana Purchase verdubbelde in 1803 de oppervlakte van de Amerikaanse natie. Op zoek naar kennis van het nieuwe bezit, verkreeg President Thomas Jefferson een krediet van het Congres voor een verkenningsexpeditie en benoemde hij zijn privésecretaris, Meriwether Lewis, om het te leiden. Lewis, een kapitein in het Amerikaanse leger, selecteerde William Clark, een voormalige luitenant van het leger en de jongere broer van de Amerikaanse Onafhankelijkheidsoorlogsheld George Rogers Clark, als co-leider van de expeditie. Lewis en William Clark hadden samen gediend en kozen ongeveer dertig mannen, het Corps of Discovery genaamd, om hen te vergezellen. Veel van deze waren grenswachters uit Kentucky die in het leger zaten, evenals binnenschippers en anderen met de nodige vaardigheden. De expeditie vertrok op 14 mei 1804 vanuit de omgeving van St. Louis 
Tijdens hun reis over de Missouri-rivier ontmoetten Lewis en Clark Sacagawea, een vrouw van de Lemhi Shoshone- stam. Sacagawea was gevangen genomen door een andere stam en als slaaf verkocht aan Toussaint Charbonneau, een Frans-Canadese trapper, die haar tot een van zijn vrouwen maakte. Zowel Charbonneau als Sacagawea dienden als tolken voor de expeditie en de aanwezigheid van de Indiaanse vrouw (en haar zoontje, Jean Baptiste Charbonneau) hielp vijandige stammen ervan te overtuigen dat de Lewis en Clark-expeditie geen oorlogspartij was. Een geweldige dienst die Sacagawea de expeditie bewees, was om te helpen bij de aankoop van paarden, die nodig waren zodat de groep de bergen kon oversteken nadat ze de Missouri moesten verlaten bij het naderen van de Continental Divide. Een van de redenen voor haar succes was dat het Indiase opperhoofd wiens hulp ze zochten de broer van Sacagawea bleek te zijn.  
De expeditie bracht de winter van 1804-1805 door in de buurt van de plaats van Bismarck, North Dakota. Ze vertrokken daar op 7 april 1805 en kwamen op 7 november in het zicht van de Stille Oceaan, nabij Astoria, Oregon. Na te hebben overwinterd en het gebied te hebben verkend, vertrokken ze op 23 maart 1806 naar het oosten en kwamen zes maanden later aan in St. Louis. Slechts een van de expeditieleden stierf onderweg, hoogstwaarschijnlijk aan blindedarmontsteking. Hoewel ze de mammoeten of zoutbergen waarvan bekend is dat ze niet in het Amerikaanse Westen liggen, niet vonden, "was dit een klein verlies vergeleken met de dingen die werden gewonnen".  Naast kennis van de door de VS aangekochte gebieden, omvatte dit het aanknopen van relaties met inheemse Amerikanen en het vergroten van de publieke belangstelling voor het Westen zodra hun dagboeken werden gepubliceerd. Verder hielp de verkenning van de Oregon Country later Amerikaanse claims op dat gebied.  Uit dankbaarheid voor hun dienst aan de natie, gaf het Congres Lewis en Clark landtoelagen en werden ze aangesteld in regeringskantoren in het Westen. 

### Lewis and Clark Centennial Exposition
Beginnend in 1895, stelden Oregonians voor om de honderdste verjaardag van de Lewis en Clark-expeditie te eren met een kermis die zou worden gehouden in Portland, een stad langs de route van het feest. In 1900 begon een commissie van zakenlieden uit Portland plannen te maken voor het evenement, een uitgifte van aandelen was eind 1901 succesvol en de bouw begon in 1903. Een lange zoektocht naar steun van de federale overheid slaagde toen president Theodore Roosevelt op 13 april 1904 een kredietwet ondertekende. Dit wetsvoorstel wees $ 500.000 toe aan tentoonstellingsautoriteiten en gaf ook toestemming voor een gouden dollar om de beurs te herdenken, waarbij het ontwerp en de inscripties werden overgelaten aan het oordeel van de minister van Financiën. Het organiserend comité was de enige entiteit die deze van de overheid mocht kopen, en dit tegen de nominale waarde, tot een oplage van 250.000. 
Numismaticus Farran Zerbe had gepleit voor de goedkeuring van de vergunning. Zerbe was niet alleen een muntenverzamelaar en -handelaar, maar hij promootte de hobby via zijn reizende tentoonstelling "Money of the World". Zerbe, voorzitter van de American Numismatic Association van 1908 tot 1910, was meer dan 20 jaar betrokken bij de verkoop van herdenkingsmunten, te beginnen in 1892.   De autoriteiten van de Portland-expositie gaven hem de leiding over de verkoop van het goud dollar.  Details over de voorbereiding van de herdenkingsdollar zijn verloren gegaan; de Munt vernietigde veel records in de jaren zestig. 
De Lewis and Clark Centennial en American Pacific Exposition and Oriental Fair werden op 1 juni 1905 in Portland geopend. Het was niet aangewezen als een internationale expositie en trok niet veel publiciteit, zelfs niet in de Verenigde Staten. Toch bezochten twee en een half miljoen mensen de beurs tussen Opening Day en de sluiting op 14 oktober. Zestien buitenlandse landen accepteerden uitnodigingen van organisatoren om exposities op de expositie te monteren. Er was het gebruikelijke brede scala aan concessies en attracties om bezoekers te vermaken.  Onder de Amerikanen die tentoongestelde voorwerpen op de beurs tentoonstelden, waren de prominente cartoonist en dierenliefhebber Homer Davenport  en de langlevende pionier Ezra Meeker. De expositie was een van de weinige in zijn soort die winst maakte en waarschijnlijk heeft bijgedragen aan een grote toename van de bevolking en economie van Portland tussen 1905 en 1912.

## Ontwerp
Chief Engraver Charles E. Barber was verantwoordelijk voor het ontwerp. Numismatische historici Don Taxay en Q. David Bowers suggereren beide dat Barber zijn ontwerpen hoogstwaarschijnlijk heeft gebaseerd op portretten van Lewis en Clark van de Amerikaanse schilder Charles Willson Peale, ⁣ gevonden in de Independence Hall in Philadelphia.   Taxay achtte de inspanningen van Barber "alledaags".  Het stuk is de enige Amerikaanse munt die "tweekoppig" is en aan elke kant een enkel portret draagt. 
Kunsthistoricus Cornelius Vermeule wees er in zijn boekdeel over Amerikaanse munten op dat sommige mensen de Lewis en Clark Exposition-dollar leuk vonden omdat deze historische figuren afbeeldde die de loop van de Amerikaanse geschiedenis beïnvloedden, in plaats van een buste die bedoeld was om Liberty te zijn, en dat de munt van Barber de voorbode van de 1909 Lincoln cent en de 1932 Washington Quarter. Desalniettemin deprecieerde Vermeule het stuk, evenals de eerdere Amerikaanse gouden herdenkingsmunt, de Louisiana Purchase Exposition-dollar. "Het gebrek aan vonk in deze munten, zoals in zoveel ontwerpen van Barber of Assistant Engraver (later Chief Engraver) Morgan, komt voort uit het feit dat de gezichten, het haar en de gordijnen plat zijn en de letters klein, druk en gelijkmatig zijn. "  Volgens Vermeule waren de resultaten bijna beklemmend toen de twee graveurs samenwerkten aan een ontwerp, zoals de McKinley Birthplace Memorial-dollar uit 1916. 

## Productie

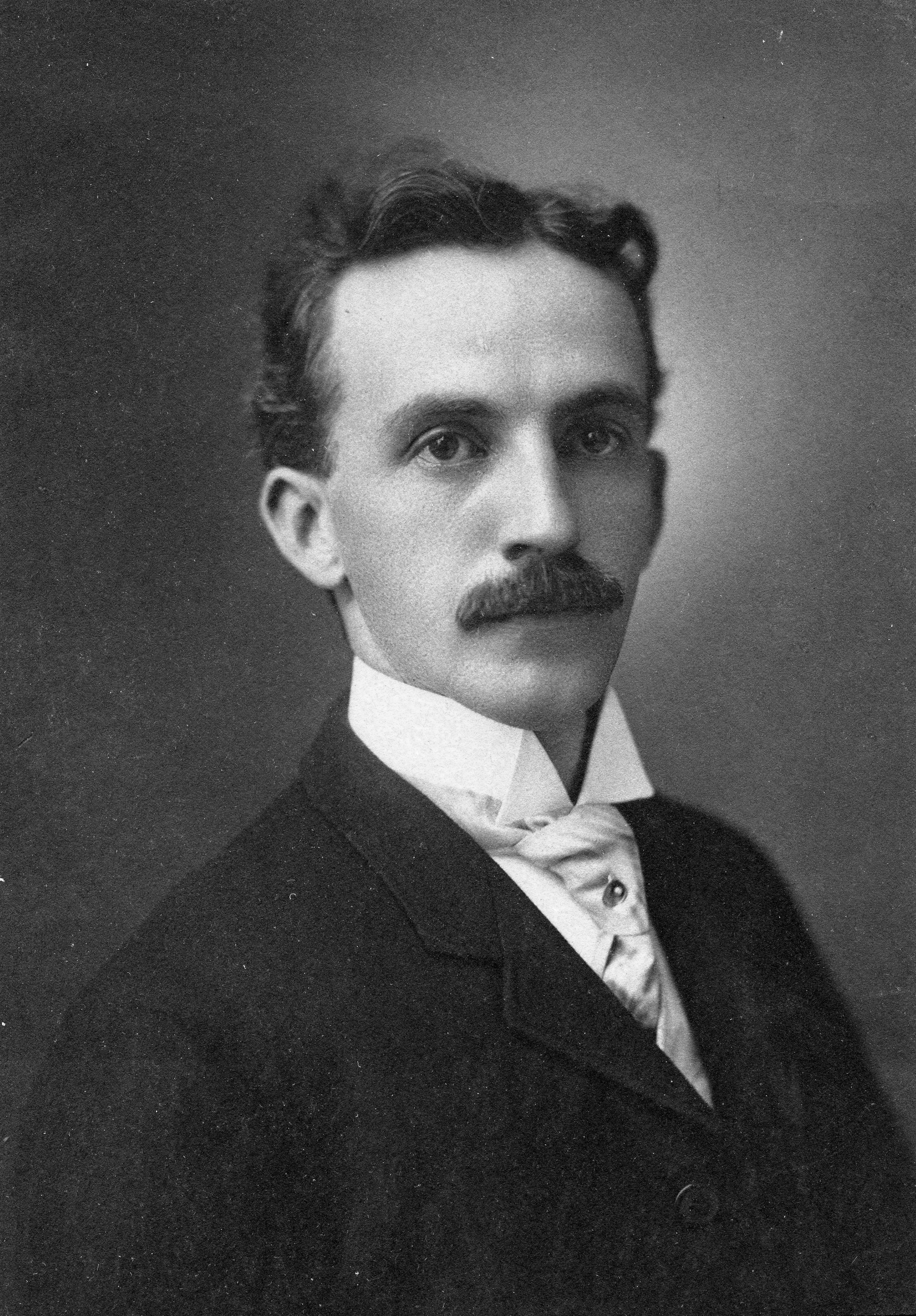
Numismaticus Farran Zerbe

De Philadelphia Mint produceerde in september 1904 25.000 Lewis en Clark Exposition-dollars, plus 28 meer, gereserveerd voor inspectie en testen tijdens de 1905-vergadering van de Assay Commission van de Verenigde Staten. Deze droegen de datum 1904.  Zerbe bestelde er in maart 1905 nog 10.000, gedateerd 1905. De Munt sloeg in maart en juni meer dan 35.000 proefstukken voor het geval Zerbe er meer wilde kopen, dit van tevoren omdat de Philadelphia Mint in de zomer stopte, maar omdat hij er niet meer bestelde, werden de extra 25.000 omgesmolten. 
De Lewis en Clark Exposition-dollar was de eerste gouden herdenkingsmunt die in meerdere jaren werd geslagen en gedateerd.  Van beide jaren zijn in totaal 60.069 stuks geslagen, waarvan er 40.003 zijn gesmolten.  Volgens numismatici Jim Hunt en Jim Wells in hun artikel uit 2004 over de munt, "garandeerde de slechte ontvangst van de munt op het moment van uitgifte vrijwel hun zeldzaamheid voor toekomstige generaties". 

## Nasleep en verzamelen

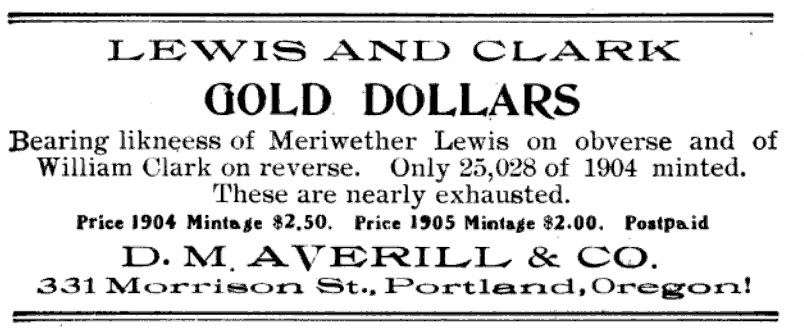
DM Averill's misleidende advertentie voor Lewis en Clark Exposition dollars, die niet "bijna uitgeput" waren. Uit de april 1905 The Numismaticus.

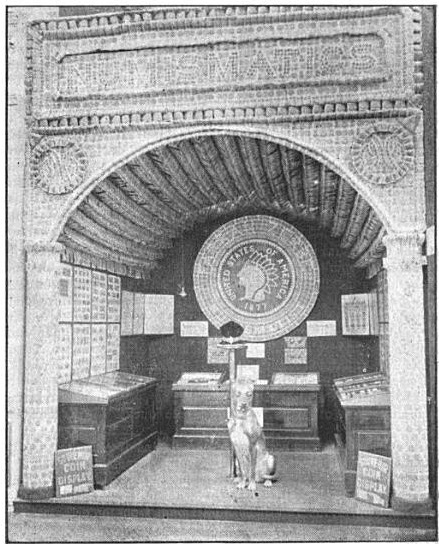
Zerbe's tentoonstelling op de beurs

Fondsen van de verkoop van de munt werden bestemd voor de voltooiing van een standbeeld aan Sacagawea in een park in Portland.  Er was weinig sprake van de dollar in de numismatische pers. V. David Bowers speculeert dat Dr. George F. Heath, redacteur van The Numismatist, die tegen dergelijke herdenkingen was, weigerde om persberichten te publiceren die Zerbe zou hebben gestuurd.  Niettemin verscheen er een artikel in het nummer van augustus 1905 waarin de tentoonstelling en de dollar werden gepromoot. Omdat het Zerbe citeert en zijn inspanningen prijst, is het waarschijnlijk door hem geschreven.  Zerbe concentreerde zich op bulkverkopen aan dealers, maar ook op losse verkoop op de kermis tegen een prijs van $ 2; hij schakelde Portland-muntenhandelaar DM Averill & Company in om de detailhandel per post te verkopen. Er waren ook enkele banken en andere bedrijven die munten rechtstreeks aan het publiek verkochten. Averill plaatste advertenties in de numismatische pers en verhoogde begin 1905 de prijzen voor de stukken uit 1904 en beweerde dat ze bijna uitgeput waren. Dit was een leugen: in feite werden de munten uit 1904 zo slecht verkocht dat er ongeveer 15.000 werden gesmolten in de San Francisco Mint.  Zerbe liet Averill de uitgave uit 1905 verkopen tegen een gereduceerde prijs van tien dollar voor zes stuks.  Zoals hij had gedaan voor de Louisiana Purchase-dollar, stelde Zerbe de munten beschikbaar in lepels of in juwelen. Verder is er weinig bekend over de verdeling van de gouden dollars. 

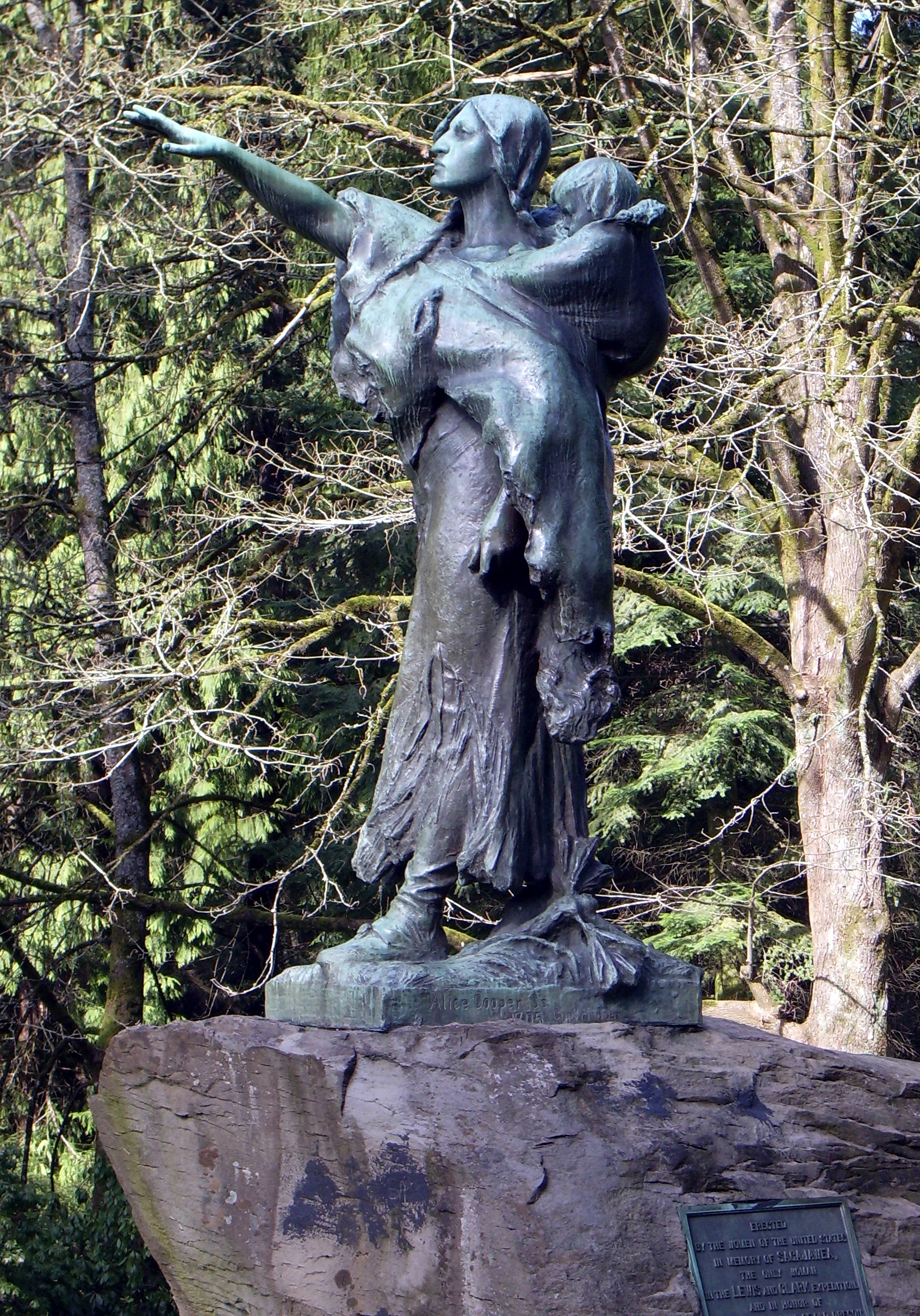
Standbeeld Sacajawea en Jean-Baptiste door Alice Cooper, gefinancierd met muntopbrengsten, in Washington Park in Portland

De munten waren zeer impopulair in de verzamelgemeenschap, die de Louisiana Purchase-munt sinds de uitgifte in waarde had zien dalen.  Desalniettemin daalde de waarde van de Lewis en Clark-uitgifte niet onder de uitgifteprijs, maar nam gestaag toe. Ondanks een iets hoger aantal geregistreerde munten, is de uitgave uit 1905 zeldzamer en waardevoller dan de 1904; Bowers speculeert dat Zerbe sommige stukken alleen heeft vastgehouden om ze te verzilveren, of ze in 1933 heeft ingeleverd toen president Franklin Roosevelt de meeste gouden munten opriep.  De 1905 werd jarenlang verhandeld voor minder dan de 1904, maar in 1960 was de prijs van de eerdere versie geëvenaard en in de jaren tachtig overtroffen.  De 2014-editie van A Guide Book of United States Coins (het Rode Boek) vermeldt de 1904 tussen $ 900 en $ 10.000, afhankelijk van de staat, en de 1905 tussen $ 1.200 en $ 15.000.  Een 1904, in bijna onberispelijke staat van de MS-68, werd in 2006 op een veiling verkocht voor $ 57.500. 
Ondanks de relatieve mislukking van de muntuitgifte, werd het standbeeld van Sacagawea naar behoren opgericht in een park in Portland, gefinancierd door de verkoop van munten.  In 2000 verscheen Sacagawea samen met Lewis en Clark op een goudkleurige dollarmunt, met de uitgifte van een circulerende munt die haar en haar zoon afbeeldde.